# Dikhukhung
Dikhukhung – wieś w Botswanie w dystrykcie Southern. Według spisu ludności z 2011 roku wieś liczyła 279 mieszkańców.